# Lista uzbrojenia i sprzętu bojowego United States Marine Corps
Lista uzbrojenia i sprzętu bojowego United States Marine Corps zawiera broń strzelecką, broń białą oraz sprzęt bojowy używany współcześnie.

## Broń indywidualna

### Pistolety
| Zdjęcie | Nazwa       | Rok wprowadzenia do użytkowania | Uwagi                                        |
| ------- | ----------- | ------------------------------- | -------------------------------------------- |
|         | M-45 MEUSOC | 1985                            | Zmodernizowana wersja pistoletu Colt M1911A1 |
|         | M9A1        | 2008                            | W ograniczonym zakresie                      |

### Pistolety maszynowe
| Zdjęcie | Nazwa        | Rok wprowadzenia do użytkowania | Uwagi |
| ------- | ------------ | ------------------------------- | ----- |
|         | Colt 9mm SMG | b. d.                           |       |

### Strzelby
| Zdjęcie | Nazwa         | Rok wprowadzenia do użytkowania | Uwagi                                |
| ------- | ------------- | ------------------------------- | ------------------------------------ |
|         | Remington 870 | 1966                            |                                      |
|         | Mossberg 590  | 1987                            | Obecnie zastępowana przez M1014 JSCS |
|         | M1014 JSCS    | 2000                            |                                      |

### Karabiny i karabinki
| Zdjęcie | Nazwa       | Rok wprowadzenia do użytkowania | Uwagi                             |
| ------- | ----------- | ------------------------------- | --------------------------------- |
|         | M16A4       | b. d.                           |                                   |
|         | M4/M4A1     | b. d.                           |                                   |
|         | CQBR        | b. d.                           | Skrócona wersja M4                |
|         | M27 IAR     | 2010                            | Następca M249 SAW w USMC          |
|         | SAM-R       | 2001                            | Modyfikacja M16                   |
|         | M39 EMR     | 2008                            | Zmodyfikowana wersja karabinu DMR |
|         | Mk 11 Mod 0 | b. d.                           |                                   |
|         | M110        | b. d.                           |                                   |
|         | M40         | 1966                            |                                   |
|         | Barrett M82 | 1980                            |                                   |

### Karabiny maszynowe
| Zdjęcie | Nazwa    | Rok wprowadzenia do użytkowania | Uwagi                                                                  |
| ------- | -------- | ------------------------------- | ---------------------------------------------------------------------- |
|         | M249 SAW | lata 80.                        | Obecnie częściowo zastępowany przez M27 Infantry Automatic Rifle (IAR) |

### Granaty ręczne
| Zdjęcie | Nazwa                               | Rok wprowadzenia do użytkowania | Uwagi                                                                                           |
| ------- | ----------------------------------- | ------------------------------- | ----------------------------------------------------------------------------------------------- |
|         | Granat obronny M67                  | b. d.                           |                                                                                                 |
|         | Granat dymny AN-M18                 | b. d.                           | Granat wytwarza kolorowy dym (w zależności od granatu – czerwony, żółty, fioletowy lub zielony) |
|         | Granat dymny AN-M8                  | b. d.                           | Granat wytwarza gęsty biały dym                                                                 |
|         | Granat błyskowo-hukowy Mk 141 Mod 0 |                                 |                                                                                                 |

### Granatniki
| Zdjęcie | Nazwa                             | Rok wprowadzenia do użytkowania | Uwagi                    |
| ------- | --------------------------------- | ------------------------------- | ------------------------ |
|         | Granatnik podwieszany M203/M203A1 | lata 70. XX wieku               | Dla karabinka M16 lub M4 |
|         | Granatnik rewolwerowy M32         | 2006                            |                          |

### Broń biała
| Zdjęcie | Nazwa                                | Rok wprowadzenia do użytkowania | Uwagi                                       |
| ------- | ------------------------------------ | ------------------------------- | ------------------------------------------- |
|         | Bagnet M7                            | 1964                            | Bagnet do karabinków M16 i M4               |
|         | Bagnet M9                            | 1984                            | Bagnet do karabinków M16 i M4               |
|         | Multipurpose Bayonet                 | 2003                            | Następca bagnetu M7 w USMC                  |
|         | Szabla podoficerska Marines          | 1869                            | Do celów reprezentacyjnych                  |
|         | "Mamelucka" szabla oficerska Marines | 1875                            | Do celów reprezentacyjnych                  |
|         | Nóż Ka-Bar Fighting Utility Knife    | 1942                            | Wersja ze skórzaną rękojeścią               |
|         | Nóż Fällkniven F1                    | b.d.                            | Przeznaczony dla pilotów                    |
|         | Nóż Benchmade Nimravus               | b.d.                            | Wchodzi w skład systemu wyposażenia FSBE II |
|         | Nóż Benchmade Griptilian             | b.d.                            | Wchodzi w skład systemu wyposażenia FSBE II |

## Broń zespołowa

### Karabiny maszynowe
| Zdjęcie | Nazwa                                         | Rok wprowadzenia do użytkowania | Uwagi |
| ------- | --------------------------------------------- | ------------------------------- | ----- |
|         | Karabin maszynowy M240G                       | lata 80. - 90.                  |       |
|         | Wielkokalibrowy karabin maszynowy Browning M2 | b. d.                           |       |

### Granatniki
| Zdjęcie | Nazwa                              | Rok wprowadzenia do użytkowania | Uwagi                                              |
| ------- | ---------------------------------- | ------------------------------- | -------------------------------------------------- |
|         | Granatnik automatyczny Mk 19 Mod 3 | 1981                            |                                                    |
|         | Granatnik przeciwpancerny M72 LAW  | 1963                            | Unowocześniona wersja używana m.in. w Afganistanie |
|         | Granatnik przeciwpancerny M136     | b. d.                           |                                                    |
|         | Granatnik Mk 153 SMAW              | 1984                            |                                                    |

### Moździerze
| Zdjęcie | Nazwa          | Rok wprowadzenia do użytkowania | Uwagi |
| ------- | -------------- | ------------------------------- | ----- |
|         | Moździerz M224 | b. d.                           |       |
|         | Moździerz M252 | b. d.                           |       |

### Przeciwpancerne i przeciwlotnicze zestawy rakietowe
| Zdjęcie | Nazwa                                            | Rok wprowadzenia do użytkowania | Uwagi |
| ------- | ------------------------------------------------ | ------------------------------- | ----- |
|         | Przeciwpancerny zestaw rakietowy FGM-148 Javelin | czerwiec 1996 roku              |       |
|         | Przeciwpancerny zestaw rakietowy FGM-172 SRAW    | 2002                            |       |
|         | Przeciwpancerny zestaw rakietowy TOW             | 1970                            |       |
|         | Przeciwlotniczy zestaw rakietowy Stinger         | 1981                            |       |

## Sprzęt ciężki

### Czołgi
| Zdjęcie | Nazwa       | Rok wprowadzenia do użytkowania | Liczba | Uwagi |
| ------- | ----------- | ------------------------------- | ------ | ----- |
|         | M1A1 Abrams | 1985 (M1A1)                     | 403    |       |

### Opancerzone transportery piechoty
| Zdjęcie | Nazwa    | Rok wprowadzenia do użytkowania | Liczba | Uwagi |
| ------- | -------- | ------------------------------- | ------ | ----- |
|         | LAV-25   | 1983                            | b. d.  |       |
|         | AAVP-7A1 | 1972 (jako LVT7)                | b. d.  |       |

### Samochody terenowe
| Zdjęcie | Nazwa                                               | Rok wprowadzenia do służby | Liczba | Uwagi                                                                     |
| ------- | --------------------------------------------------- | -------------------------- | ------ | ------------------------------------------------------------------------- |
|         | Motocykl M1030M1                                    | 2003                       | 440    | Zmodyfikowany Kawasaki KLR650 przystosowany do zasilania olejem napędowym |
|         | M-Gator                                             | b. d.                      | b. d.  |                                                                           |
|         | Interim Fast Attack Vehicle                         | b. d.                      | b. d.  | Zmodyfikowana wersja Mercedes-Benz Geländewagen 290                       |
|         | High Mobility Multi-Purpose Wheeled Vehicle (HMMWV) | 1984                       | b. d.  |                                                                           |
|         | M1151 Enhanced Armament Carrier                     | b. d.                      | b. d.  | Ulepszona wersja HMMWV                                                    |
|         | Caiman                                              | 2008                       | b. d.  |                                                                           |
|         | RG-31 (MMPV)                                        | b. d.                      | 1397   |                                                                           |
|         | RG-33                                               | 2007                       | b. d.  | Wersje RG-33 (4x4) i RG-33L (6x6).                                        |
|         | Cougar                                              | 2004                       | b. d.  | Wersje: Cougar HEV (4x4 i 6x6), Cougar JERRV, Cougar MRAP .               |
|         | International MaxxPro                               | 2008                       | b. d.  |                                                                           |

### Artyleria
| Zdjęcie | Nazwa                                                 | Rok wprowadzenia do użytkowania | Liczba | Uwagi                                 |
| ------- | ----------------------------------------------------- | ------------------------------- | ------ | ------------------------------------- |
|         | Haubica M198                                          | b. d.                           | b. d.  |                                       |
|         | Haubica M777                                          | 2005                            | 580    | Następca haubicy M198.                |
|         | Samobieżna wyrzutnia rakiet M142 HIMARS               | 2005                            | b. d.  |                                       |
|         | Samobieżny moździerz LAV-M                            | b. d.                           | 50     | Moździerz M252 na podwoziu LAV-25     |
|         | Samobieżna wyrzutnia rakiet przeciwpancernych M1167A1 | b. d.                           | b. d.  | Zbudowany na podwoziu samochodu HMMWV |
|         | Samobieżna wyrzutnia rakiet przeciwpancernych LAV-AT  | lata 80.                        | b. d.  | Zbudowany na podwoziu LAV-25          |

### Broń przeciwlotnicza
| Zdjęcie | Nazwa  | Rok wprowadzenia do użytkowania | Liczba | Uwagi                        |
| ------- | ------ | ------------------------------- | ------ | ---------------------------- |
|         | LAV-AD | b. d.                           | b. d.  | Zbudowany na podwoziu LAV-25 |

### Samoloty i śmigłowce
| Zdjęcie | Nazwa                    | Rok wprowadzenia do użytkowania | Liczba  | Uwagi                        |
| ------- | ------------------------ | ------------------------------- | ------- | ---------------------------- |
|         | F/A-18 Hornet            | 1983                            | ok. 238 |                              |
|         | F-35B Lightning II       | 2015                            | ok. 40  |                              |
|         | AV-8B Harrier II         | 1983                            | 131     |                              |
|         | EA-6 Prowler             | 1971                            | 25      | Samolot walki elektronicznej |
|         | C-130 Hercules           | 1983                            | 64      | KC-130T/J                    |
|         | AH-1Z Viper              | 2010                            | 180     | AH-1W/Z                      |
|         | UH-1Y Venom              | 2008                            | 92      |                              |
|         | CH-46 Sea Knight         | 1962                            | 181     | Wersje: CH-47D i CH-47F      |
|         | CH-53D Sea Stallion      | 1966 (CH-53D) / 1981 (CH-53E)   | 179     | Wersje: CH-53D i CH-53E      |
|         | V-22 Osprey              | 1997                            | 60      | Wersje: MV-22A i MV-22B      |
|         | UC-12B Huron             | lata 70.                        | b. d.   | Używany do przewozu VIP      |
|         | UC-35D                   | b. d.                           | b. d.   | Używany do przewozu VIP      |
|         | C-9B Skytrain II         | 1973                            | 24      | Używany do przewozu VIP      |
|         | VH-3D Sea King           | 1976                            | 11      | Używane jako Marine One      |
|         | VH-60N Presidential Hawk | 1989                            | 9       | Używane jako Marine One      |
|         | C-20G Gulfstream         | b. d.                           | b. d.   | Używany do przewozu VIP      |
|         | F-5 Freedom Fighter      | 2006                            | 12      | Eskadra agresorów            |

### Bezzałogowe aparaty latające (UAV)
| Zdjęcie | Nazwa                  | Rok wprowadzenia do użytkowania | Liczba | Uwagi |
| ------- | ---------------------- | ------------------------------- | ------ | ----- |
|         | AeroVironment Wasp III | b. d.                           | b. d.  |       |
|         | RQ-7 Shadow            | b. d.                           | b. d.  |       |
|         | RQ-11 Raven Aero       | druga połowa lat 2000-2010      | b. d.  |       |
|         | RQ-14 Dragon Eye       | 2002                            | b. d.  |       |
|         | RQ-20 Puma             | 2012                            | b. d.  |       |
|         | Arcturus T-20          | b. d.                           | b. d.  |       |
|         | ScanEagle              | 2004                            | b. d.  |       |

### Wozy zabezpieczenia technicznego
| Zdjęcie | Nazwa          | Rok wprowadzenia do użytkowania | Liczba | Uwagi                        |
| ------- | -------------- | ------------------------------- | ------ | ---------------------------- |
|         | M88A2 Hercules | 1997                            | 69     |                              |
|         | LAV-R          | b. d.                           | 45     | Zbudowany na podwoziu LAV-25 |
|         | AAVR-7A1       | b. d.                           | b. d.  | Zbudowany na podwoziu AAV-7  |

### Wozy dowodzenia
| Zdjęcie | Nazwa    | Rok wprowadzenia do użytkowania | Liczba | Uwagi                                        |
| ------- | -------- | ------------------------------- | ------ | -------------------------------------------- |
|         | AAVC-7A1 | b. d.                           | b. d.  | Wóz dowodzenia zbudowany na podstawie AAV-7  |
|         | LAV-C2   | b. d.                           | b. d.  | Wóz dowodzenia zbudowany na podstawie LAV-25 |

### Sprzęt specjalistyczny
| Zdjęcie | Nazwa                                              | Rok wprowadzenia do użytkowania | Liczba | Uwagi                                   |
| ------- | -------------------------------------------------- | ------------------------------- | ------ | --------------------------------------- |
|         | Pojazd inżynieryjny M9 Armored Combat Earthmover   | b. d.                           | b. d.  |                                         |
|         | Pojazd inżynieryjny M1150 Assault Breacher Vehicle | 2009                            | 39     |                                         |
|         | Buffalo                                            | lata 2000 - 2010                | b. d.  |                                         |
|         | Most czołgowy M60A1 AVLB                           | 1996                            | b. d.  | Zbudowany na podwoziu czołgu M60 Patton |
|         | Wóz rozpoznania NBC M93 Fox                        | b. d.                           | b. d.  |                                         |

### Ciężarówki
| Zdjęcie | Nazwa                               | Rok wprowadzenia do użytkowania | Liczba | Uwagi         |
| ------- | ----------------------------------- | ------------------------------- | ------ | ------------- |
|         | Medium Tactical Vehicle Replacement | 1998                            | b. d.  | Następcy M939 |
|         | Logistics Vehicle System            | 1985                            | b. d.  |               |